# Presto (Film)
Presto ist ein US-amerikanischer Animations-/Kurzfilm aus dem Jahr 2008, der im Kino als Vorfilm vor WALL·E – Der Letzte räumt die Erde auf gezeigt wurde.
Am 27. Juni 2008 lief Presto zusammen mit seinem Hauptfilm in den US-amerikanischen Kinos an. Der Kinostart war in Deutschland und Österreich am 25. September 2008, in der Schweiz am 2. Oktober 2008.

## Handlung
Ein kleiner Hase namens Alec Azam (ein Wortspiel mit dem Zauberwort Alakasam) sitzt hungrig in seinem Käfig in einer Bühnengarderobe und versucht eine in seiner Nähe liegende Mohrrübe zu ergattern. Da erscheint der Zauberer Presto DiGiotagione (ein Wortspiel mit „prestidigitation“ – zu deutsch „Fingerfertigkeit“ bzw. „Taschenspielertrick“).
Nach einem Blick auf seine Uhr nimmt er seine beiden Zauberhüte (die miteinander verbunden sind; was in den einen hinein gesteckt wird, kommt aus dem anderen wieder heraus) sowie den Hasen und eilt auf die Bühne, um seine Vorstellung zu beginnen. Der Hase wird dabei am Bühnenrand zurückgelassen. Der hungrige Hase erbittet dringend die Mohrrübe, die ihm der Zauberer jedoch verweigert. Daraufhin sabotiert der Hase die Vorführung des Zauberers, ohne ihn dabei gänzlich bloßzustellen. Das Publikum hält die Tricks für echt und applaudiert. Als der Hase dem Zauberer am Schluss mittels des Zauberhutes das Leben rettet, tobt das Publikum vor Begeisterung. Im Hintergrund erkennt man Waldorf und Statler aus der Muppet Show auf einem der Balkone. Der Zauberer erkennt seinen Fehler, gibt dem Hasen seine Möhre und lässt ihn zukünftig als gleichberechtigten Partner mit auftreten.

## Auszeichnungen
- Oscar (2009)
  - Nominierung: Bester animierter Kurzfilm – Doug Sweetland